# Antonio Giorgetti

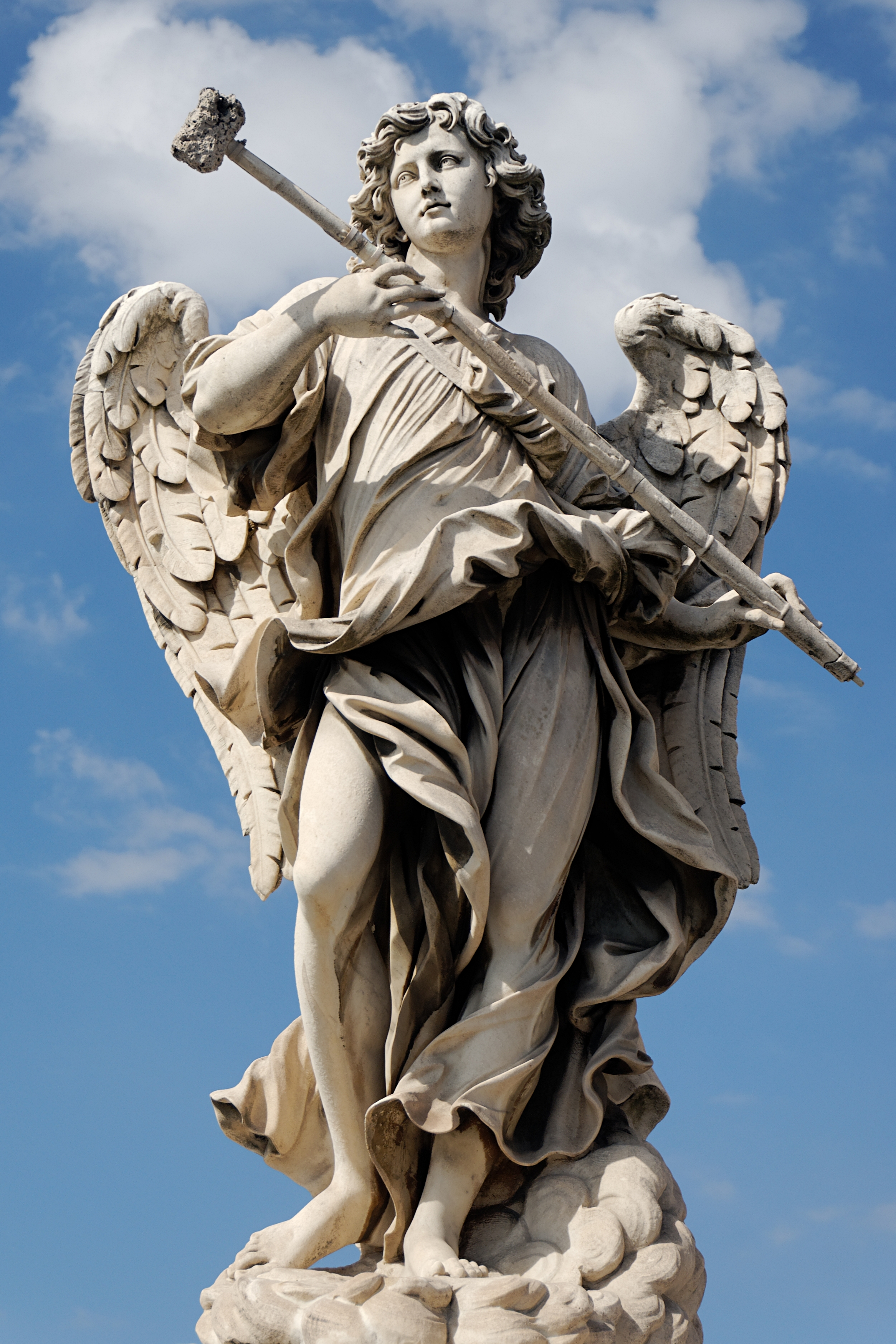
Ángel con la esponja, aportación de Antonio Giorgetti a la serie de ángeles con instrumentos de la Pasión del Puente de Sant'Angelo de Roma.

Antonio Giorgetti (Roma, 1635 - Roma, 24 de diciembre de 1669) fue un escultor italiano.
Giorgetti nació y murió en Roma, donde desarrolló su carrera de escultor, a menudo como colaborador de Gian Lorenzo Bernini, como sucedió con su escultura más importante, el Ángel con la esponja instalada en el Puente de Sant'Angelo, en la que siguió diseños de Bernini.
Para la Capilla Spada, diseñada por Borromini en la Iglesia de San Jerónimo de la Caridad (1660), Giorgetti esculpió los dos ángeles arrodillados ante el altar.
En enero de 1660, Giorgetti entró al servicio del cardenal Francesco Barberini, quien se refería a él como nuestro escultor (nostro scultore). Barberini le encargó el busto de su secretario, el literato Girolamo Aleandro el Joven, muerto en 1629.
Entre 1661 y 1663 realizó el monumento fúnebre del erudito alemán Luca Olstenio, superintendente de la Biblioteca Apostólica Vaticana, en la iglesia romana de Santa Maria dell'Anima.
A su muerte en 1669, su hermano Giuseppe se hizo cargo de su taller escultórico. 

## Nota
1. ↑  Allgemeines Künstlerlexikon, vol. 54, 2007, p. 427.
2. ↑  M.S. Weil (1971). «The Angels of the Ponte Sant'Angelo: A Comparison of Bernini's Sculpture to the Work of Two Collaborators». Art Journal.
3. ↑  C. D'Onofrio (1981). Gian Lorenzo Bernini e gli angeli di ponte S. Angelo.
4. ↑  Roma e dintorni. Touring Club Italiano. 1965. p. 236.
5. ↑  Peter Fusco (1997). «A Portrait Medallion of Pope Alexander VIII by Lorenzo Ottoni in the J. Paul Getty Museum». The Burlington Magazine.
6. ↑  Maria Cristina Basili (2001). «Giorgetti, Antonio». Dizionario biografico degli italiani 55. Istituto dell'Enciclopedia Italiana.
7. ↑  Montagu (1970), pp. 281–283.